# Pradolina Głogowska
Pradolina Głogowska – mezoregion fizycznogeograficzny (318.32) w południowo-zachodniej Polsce.

## Lokalizacja
Pradolina Głogowska położona jest w południowo-zachodniej Polsce, w północno-środkowej części województwa dolnośląskiego i południowo-wschodniej części województwa lubuskiego, w północno-zachodniej części Obniżenia Milicko-Głogowskiego, między Wąsoszem na południowym wschodzie a Nową Solą na północnym zachodzie. Od północnego wschodu graniczy z Pojezierzem Sławskim i Wysoczyzną Leszczyńską, od wschodu z Kotliną Żmigrodzką, od południa z Wzgórzami Trzebnickimi i Obniżeniem Ścinawskim, od południowego zachodu ze Wzgórzami Dalkowskimi, od zachodu z Obniżeniem Nowosolskim, a od północy z Wałem Zielonogórskim i Kotliną Kargowską. W centralnej części obniżenia położona jest miejscowość Głogów.

## Opis
Jest to region naturalny, stanowiący fragment doliny Odry wraz z zachodnią częścią doliny jej prawobrzeżnego dopływu – Baryczy. Leży wzdłuż Odry, stanowi przełomową dolinę w jej środkowym biegu, w kształcie trapezu o powierzchni 850 km², długości ok. 80 km i szerokości do 12 km. Pradolina jest dużą niecką położoną na wysokości ok. 90 m n.p.m., która, będąc podjednostką Obniżenia Milicko-Głogowskiego, stanowi teren o odmiennym charakterze od pozostałych mezoregionów. Cechuje się dużą krętością oraz występowaniem licznych starorzeczy. Wschodnia część pradoliny rozszerza się na południe wklęsłym półkolem, tworząc Równinę Grębocicką. Odra w tej części płynie środkiem doliny, a jej brzegi zachowały miejscami naturalny krajobraz, na który składają się starorzecza, wyspy i piaszczyste łachy. Zachodnia część pradoliny rozciąga się szeroko w kierunku północnym, a Odra południowym skrajem pradoliny płynie łagodnymi meandrami (zakolami) w kierunku północno-zachodnim. Po południowej stronie dolina posiada wyraźną krawędź, którą rozcinają potoki, spływające ze Wzgórz Dalkowskich, i które gubią się w nadodrzańskich mokradłach. Pozostałe krawędzie pradoliny są łagodne. W pasie nadrzecznym występują liczne cieki i oczka wodne, podmokłe łąki, zarośla i reliktowe skupiska starych dębów.

## Krajobraz
Krajobraz pradoliny przedstawia krajobraz nizinny. Najwyższe rzędne nie przekraczają 100 m n.p.m. Cały obszar jest lekko pofałdowany, poprzecinany w części zalewowej starorzeczami. Jest to teren częściowo zalesiony, znacznie zaludniony, o charakterze przemysłowo-rolniczym. Większość obszaru zajmują pola uprawne i łąki na obszarach zalewowych. Krajobraz jest przeobrażony, znacznie zurbanizowany. Obszar pradoliny jest ciekawy pod względem przyrodniczym i krajobrazowym. Występują niewielkie pasy zieleni z drzew liściastych wzdłuż koryt rzek oraz w formie przydomowych nasadzeń.